# محافظه المجارده
محافظه المجارده (به عربی: محافظة المجاردة) یک منطقهٔ مسکونی در عربستان سعودی است که در استان عسیر واقع شده‌است.